# Principado de Cataluña
El principado de Cataluña (en catalán principat de Catalunya; en occitano principat de Catalonha) fue la entidad política perteneciente primero a la Corona de Aragón y luego a la Monarquía Hispánica que existió durante gran parte de la Edad Media y de la Edad Moderna en el territorio correspondiente a la actual comunidad autónoma española de Cataluña y al actual departamento francés de los Pirineos Orientales, salvo la comarca de la Fenolleda. Dejó de existir como entidad política en 1714 con los Decretos de Nueva Planta. La expresión el principado se sigue usando hoy en día para referirse a Cataluña, especialmente cuando contrasta con otros territorios de habla catalana[cita requerida].
Se trata de un término jurídico[cita requerida] (en latín principatus) que se utiliza a partir del siglo XIV para nombrar al territorio bajo jurisdicción de las Cortes Catalanas,[cita requerida] cuyo soberano (en latín, princeps) era el conde de Barcelona, título que coincidió con el de soberano de la Corona de Aragón y posteriormente de la Corona de España durante la mayor parte de la historia del Principado. Aun sin ser formalmente un reino, el principado se hallaba legal e institucionalmente a la par con el resto de estados que integraban la Corona de Aragón (los reinos de Aragón, Mallorca y Valencia, entre otros), cuyo único nexo común era la figura del monarca. Tampoco era un condado, ya que el condado de Barcelona no abarcaba toda Cataluña (historiográficamente también se usa la expresión «condados catalanes»). Los Usatges hacen coincidir el título de princeps con el de conde de Barcelona.
A menudo se ha utilizado el título nobiliario de príncipe por el heredero de la corona. En el caso de la Corona de Aragón, el heredero ostentaba el título de duque de Gerona, más tarde cambiado a príncipe de Gerona. No se debe confundir, por tanto, el principado de Cataluña con un título nobiliario.

## Uso histórico del término
La primera referencia explícita al Principat de Cathalunya se encuentra en la disputa del rey Pedro IV el Ceremonioso con el Reino de Mallorca por la propiedad de los condados de Rosellón y Cerdaña, en 1343. El término se reafirma (Principatus Cathaloniae) en la convocatoria de las Cortes Catalanas de Perpiñán, de 1350, presididas por Pedro IV. 
No obstante, existen precedentes en el uso del término princeps para hacer referencia al conde de Barcelona. Así, en el Usatge 65 de las Cortes barcelonesas de 1064, en tiempos del conde Ramón Berenguer I, ya se denomina principatus al conjunto formado por los condados de Barcelona, Gerona y Osona.
Al mismo Ramón Berenguer I se le llama príncipe de Barcelona, conde de Gerona y marqués de Osona (princeps Barchinonensis, comes Gerundensis, marchio Ausonensis) en las Actas de consagración de la catedral de Barcelona, en 1058.

### Uso del término en época moderna

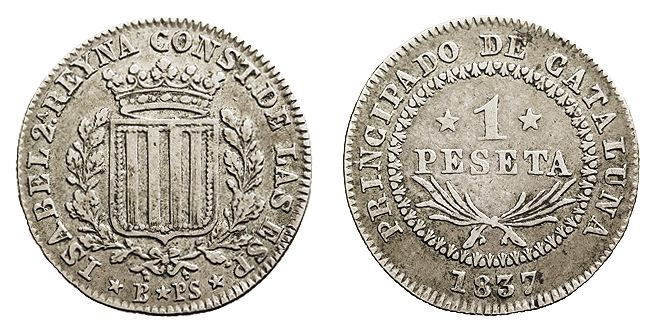
Moneda acuñada en Barcelona en 1837, durante el reinado de Isabel II, con la leyenda «Principado de Cataluña» en el reverso.

El nombre de Principado se siguió utilizando en los Decretos de Nueva Planta de la administración borbónica y estuvo plenamente vigente hasta el siglo XIX. Sin embargo, en el Real Decreto de 30 de noviembre de 1833 por el que se establece la división provincial de España de Javier de Burgos, el único principado que se menciona es el de Asturias, mencionándose a Cataluña simplemente así.
Los movimientos republicanos prefirieron abandonar el nombre Principado, pero, en cambio, los movimientos pancatalanistas prefirieron mantenerlo para referirse a la Cataluña estricta, diferenciada de los Países Catalanes.
Hoy en día, pese a que el término Principado no está recogido en el Estatuto de Cataluña, es una denominación tradicional.

## Historia

### Orígenes
Como muchos territorios en la costa mediterránea de la península ibérica, esta región tuvo colonias de los antiguos griegos, que eligieron Rosas para instalarse. Los griegos y los cartagineses interactuaron con la principal población ibérica. Después de la derrota cartaginesa ante los romanos, la región se convirtió, junto con el resto de Hispania, en parte del Imperio romano, siendo Tarraco una de las principales ciudades de la península ibérica romana.
Después del colapso del Imperio romano de Occidente en el siglo V, los visigodos ocuparon la mayor parte del territorio de Hispania. Los árabes conquistaron el reino visigodo en 711-718. Un gobernador regional fue nombrado para administrar la provincia  y lo que hoy es Cataluña se convirtió en parte de al-Ándalus, una provincia del califato omeya. Tras la derrota de las tropas de Abd al-Rahman ibn Abd Allah al-Ghafiqi frente a los francos de Carlos Martel, al norte del ducado de Aquitania en 732, estos últimos tomaron gradualmente el control de los antiguos territorios visigodos al norte de los Pirineos, capturados por los musulmanes o se hicieron aliados con ellos, en lo que se convirtió en la Cataluña francesa.
En 795, Carlomagno creó lo que se hizo conocido por la historiografía y algunas crónicas como la Marca Hispánica, una zona tampón más allá de la provincia franca de Septimania, compuesta por pequeños condados separados, administrados localmente, que servían de barrera defensiva entre los omeyas de al-Ándalus y el Imperio carolingio. 
Una cultura catalana distintiva comenzó a desarrollarse en la Edad Media, a partir de varios de estos pequeños condados en la parte más septentrional de Cataluña. Los condes de Barcelona eran vasallos francos nombrados por el emperador carolingio, de quienes eran feudatarios (801-987). Durante el siglo IX, el conde de Barcelona Wifredo el Velloso recuperó su título hereditario y fundó la dinastía de la Casa de Barcelona, que gobernó buena parte de Cataluña hasta la muerte de Martín I, su último miembro, en 1410.

### Institucionalización

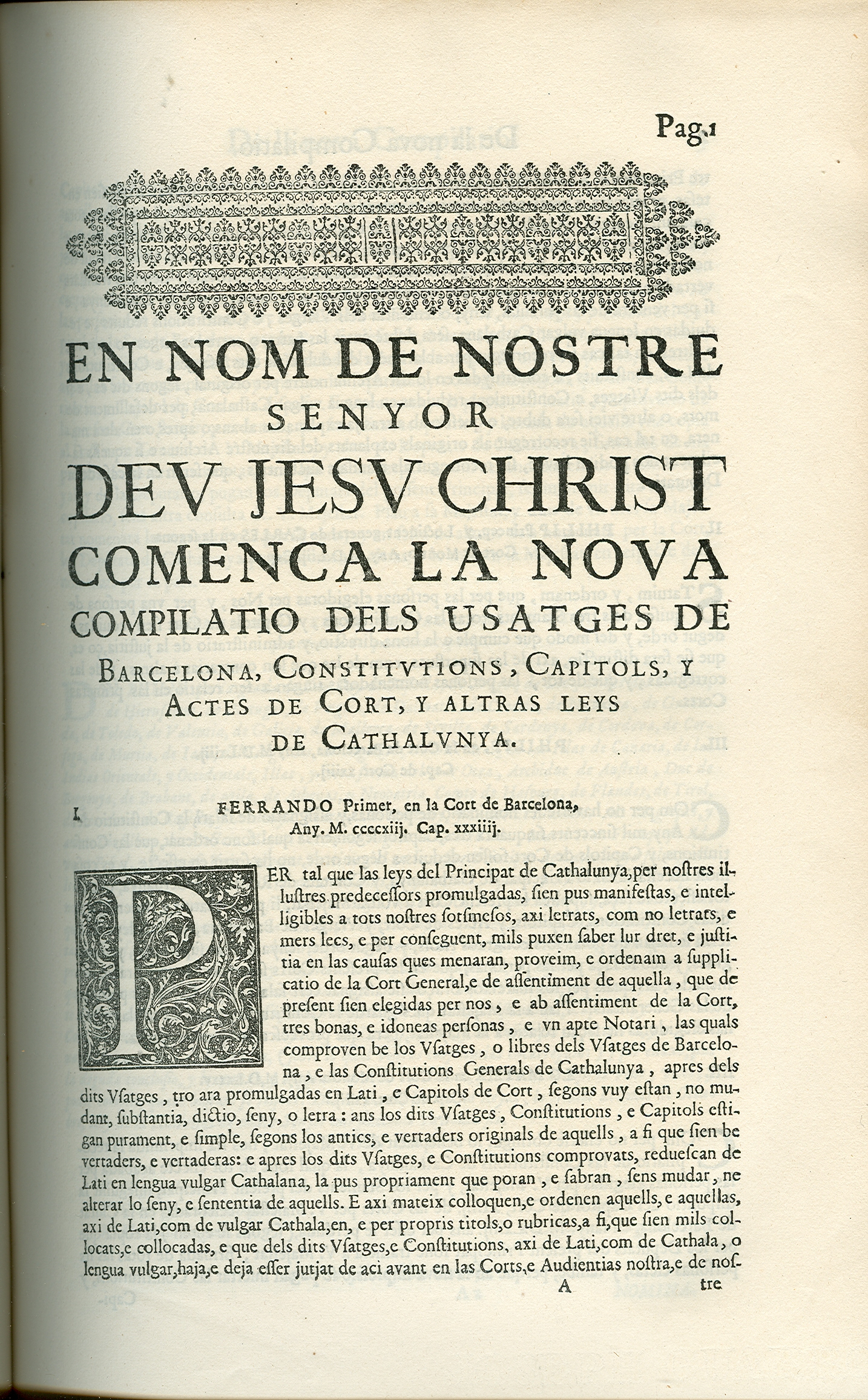
Portada de las Usatges de Barcelona.

En 988, el conde de Barcelona Borrell II no reconoció al rey franco Hugo Capeto y a su nueva dinastía, lo que lo puso efectivamente fuera de la regla franca.  A partir de ese momento, los condes de Barcelona a menudo se llamaban a sí mismos princeps (príncipe), para mostrar su preeminencia sobre los otros condes catalanes. A principios del siglo XI, los condados catalanes sufrieron un importante proceso de feudalización. Durante la regencia de la condesa Ermesinda de Carcasona (1017-1057), que recibió el gobierno de Barcelona después de la muerte de su marido el conde Ramón Borrell, la desintegración del poder central era evidente. La respuesta de la Iglesia católica a la violencia feudal fue el establecimiento de sabiduría  alrededor de las iglesias y el movimiento de Paz y tregua de Dios. La primera asamblea de Paz y Tregua fue presidida por el abad Oliva en Toulouges (Rosellón) en 1027. El nieto de Ermesinda, conde Ramón Berenguer I, comenzó la codificación del derecho catalán en las Observancias escritas de Barcelona, que se convertirían en la primera recopilación completa del derecho feudal en Europa occidental. La codificación legal formaba parte de los esfuerzos del conde para hacer avanzar y controlar de una manera u otra el proceso de feudalización.
Bajo el conde Ramón Berenguer III, el condado de Barcelona conoció una nueva fase de expansión territorial. Esto incluyó una cruzada conjunta catalana y pisana contra la taifa de Mallorca (1114) y la conquista de Tarragona (1116), restableciendo en la última la sede arzobispal de la ciudad (1119), disuelto después de la conquista musulmana. Esto significaba la independencia de la Iglesia catalana respecto de la Archidiócesis de Narbona.
En 1137, el conde de Barcelona Ramón Berenguer IV se casó con la heredera del reino de Aragón, Petronila. En este momento nace la Corona de Aragón que desarrolla un modo de administración original, muy descentralizado para responder a las fuertes diferencias tanto políticas como económicas y lingüísticas de las dos partes de la Corona, el Reino de Aragón y el Principado de Cataluña. Su hijo, Alfonso, fue el primer rey de Aragón que también fue conde de Barcelona, título que todos los reyes de la corona de Aragón heredaron. Durante el reinado de Alfonso, en 1173, Cataluña fue delimitada legalmente por primera vez, mientras que la primera compilación de los Usatges de Barcelona se realizó en el proceso de transformarlos en ley de Cataluña (Consuetudinem Cathalonie).
La frontera con Francia fue fijada por el Tratado de Corbeil de 1258, después del fracaso de la intervención aragonesa durante la cruzada albigense. El Rosellón y el norte de la Cerdaña estaban entonces incluidos en Cataluña. Entre 1276 y 1285, bajo el reinado de Pedro III de Aragón, las Cortes Catalanas tomaron forma institucional. En las Cortes de Barcelona en 1283, el rey se obliga a celebrar Corte General, una vez al año, con la participación representativa de la época, para tratar del buen estado y la reforma de la tierra. El propio rey establecía:

Si nosotros y nuestros sucesores queremos hacer una constitución o estatuto en Cataluña, los someteremos a la aprobación y al consentimiento de los prelados, barones, caballeros y de los ciudadanos...

En 1289, en las Cortes celebradas en Monzón se dan los primeros pasos para institucionalizar la primera Diputación del General en la Corona de Aragón, como una comisión temporal para recaudar el "servicio" o tributo que se concede al rey Alfonso III de Aragón, impuesto conocido popularmente como Generalidad, nombre que se exportó a Francia donde se crearon las generalités o distritos fiscales; con el paso del tiempo, el nombre oficioso de Generalidad terminó suplantando el nombre oficial de la Diputación del General.

Veguerías de Cataluña en 1304.

Cataluña experimentó un período de prosperidad durante el siglo XIII y principios del XIV. La población tendió a aumentar; la lengua catalana se expandió a las islas del Mediterráneo occidental. El reinado de Pedro III de Aragón incluyó la conquista de Sicilia y la exitosa defensa contra una cruzada francesa; su hijo y sucesor Alfonso III conquistó Menorca; y el segundo hijo de Pedro, Jaime II, conquistó Cerdeña; Cataluña fue uno de los centros del dominio, expandiéndolo y organizándolo, estableciendo frecuentemente sistemas institucionales análogos al suyo. Barcelona, por entonces una de las residencias reales más frecuentadas, se consolidó como centro administrativo con la creación del Archivo Real (actual Archivo de la Corona de Aragón) en 1318.
El segundo cuarto del siglo XIV fue testigo de cambios cruciales para el Principado, marcados por una sucesión de catástrofes naturales, crisis demográficas, relativo estancamiento y declive de la economía catalana y el aumento de las tensiones sociales. El año 1333 fue conocido como Lo mal any primer (catalán: "El primer mal año") debido a la pobre cosecha de trigo. Los dominios de la Corona de Aragón se vieron gravemente afectados por la pandemia de Peste Negra y por los brotes posteriores de la peste. Según John H. Elliott, entre 1347 y 1497 el Principado de Cataluña perdió aproximadamente un 37 por ciento de su población.
En 1410, el rey Martín I murió sin descendientes vivos. Por el Compromiso de Caspe (1412), Fernando de la casa castellana de Trastámara recibió la corona de Aragón como Fernando I. El sucesor de Fernando, Alfonso el Magnánimo, impulsó una nueva etapa de expansión, esta vez hacia el reino de Nápoles, que finalmente ocupó en 1443. Sin embargo, agravó la crisis social en el Principado de Cataluña, tanto en el campo como en las ciudades. Durante el reinado de Juan II, las tensiones sociales y políticas acabaron por provocar la Guerra civil catalana (1462-1472) y las Guerras remensas ("remença" era una forma de servidumbre), 1462-1485. En 1493, Francia devolvió los condados de Rosellón y Cerdaña, que había ocupado durante el conflicto. El hijo de Juan, Fernando II, recuperó sin guerra los condados del norte de Cataluña y durante su reinado se aprobó la Constitución de la Observancia (1481), que estableció el sometimiento del poder real a las leyes aprobadas en las Cortes Catalanas. Después de décadas de conflicto, los campesinos de remensa fueron liberados de la mayoría de los abusos feudales por la Sentencia Arbitral de Guadalupe (1486), a cambio de un pago.
El matrimonio de Isabel I de Castilla y Fernando II de Aragón (1469) unificó dos de los tres principales reinos cristianos de la península ibérica, mientras que el reino de Navarra fue incorporado más tarde tras la invasión de Fernando II en 1512. En 1492, la última porción de al-Ándalus en Granada fue conquistada y la conquista española de las Américas comenzó. El poder político comenzó a alejarse de Aragón hacia Castilla y, posteriormente, de Castilla al Imperio español, que se dedicaba a frecuentes guerras en Europa en busca de una dominación mundial.

### Sublevación de Cataluña

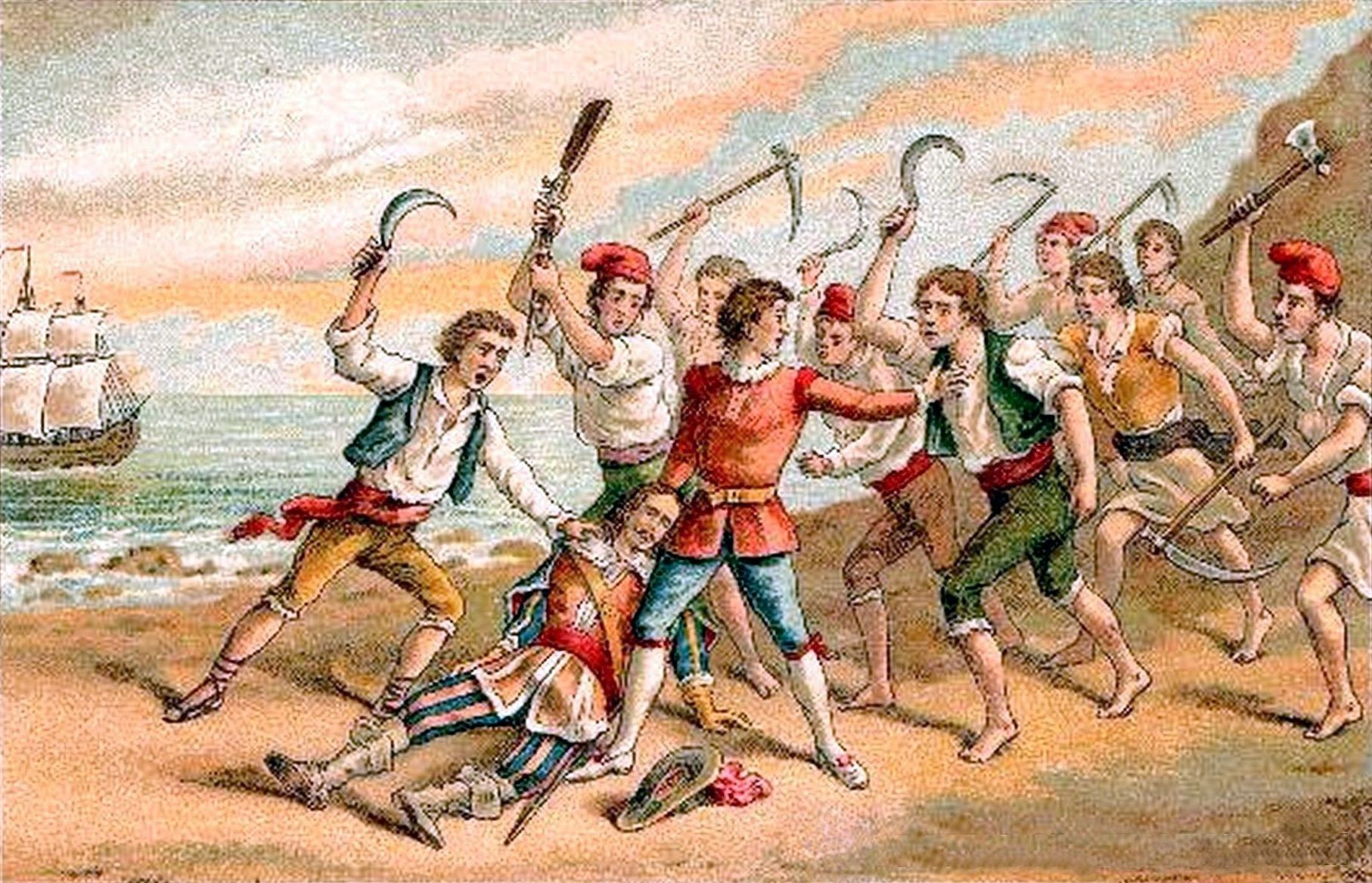
El Corpus de Sang del 7 de junio de 1640, según H. Miralles (1910).

Durante un período prolongado, el principado de Cataluña, en el marco de la monarquía de España, mantuvo con éxito su propio sistema institucional y su legislación contra la tendencia observada en el sur y el centro de Europa a lo largo de la era moderna, que erosionó la importancia de las instituciones representativas. La prolongada ausencia de los monarcas, que residían la mayor parte del tiempo en Castilla, condujo a la consolidación de la figura del virrey como representante del rey en el principado.
En 1626, el conde-duque de Olivares, valido del rey Felipe IV de España, propone el proyecto de Unión de Armas de los reinos peninsulares, donde a cada territorio de la Corona se le exige que colaborase con una cantidad de soldados proporcional a su población, pero las Cortes de Cataluña se niegan. Se suspenden las Cortes y comienza un conflicto con el Principado de Cataluña.
En 1640 ocurre la sublevación de Cataluña protagonizada por campesinos y segadors ('segadores') que se han rebelado debido a los abusos cometidos por el ejército real —compuesto por mercenarios de diversas procedencias— desplegado en el Principado, durante la guerra de España frente a la Monarquía de Francia, enmarcada dentro de la guerra de los Treinta Años (1618-1648).
El 16 de enero de 1641, la Junta General de Brazos de Cataluña (Las Cortes sin el rey) acepta la propuesta de Pau Claris, presidente de la Diputación del General de Cataluña, de poner a Cataluña bajo protección del rey Luis XIII de Francia en un gobierno republicano; la República Catalana fue una solución transitoria para forzar un acuerdo con el gobierno de Madrid ante la amenaza de intervención francesa. Sin embargo, Du Plessis-Besançon, enviado plenipotenciario del rey de Francia, logra influir en las autoridades catalanas en el sentido de que la implicación francesa solo podía realizarse si el rey de Francia era reconocido como soberano.
El 23 de enero de 1641, Pau Claris transmite a la Junta de Brazos esta proposición, que fue aceptada, y el Consejo de Ciento lo hizo al día siguiente, por lo que el rey de Francia pasó a ser considerado en Cataluña el nuevo conde de Barcelona. Tanto la Junta de Brazos, como el Consejo de Ciento acordaron establecer una Junta de Guerra, que no fuera responsable ante ambos organismos y presidida por el conseller en cap Joan Pere Fontanella. Días después, el 26 de enero de 1641, un ejército franco-catalán derrota al ejército español en la batalla de Montjuic.
En 1643, el ejército del rey Luis XIII conquista el Rosellón, Monzón y Lérida. Un año después el rey Felipe IV recupera Monzón y Lérida, donde el rey jura obediencia a las leyes catalanas. En 1648, con el Tratado de Westfalia y la retirada de la guerra de los aliados de Francia (los Países Bajos), comienzan a perder interés por Cataluña. Conocedor del descontento de la población catalana por la ocupación francesa, el rey Felipe IV considera que es el momento de atacar y en 1651 un ejército dirigido por Juan José de Austria comienza un asedio a Barcelona. El ejército franco-catalán de Barcelona se rinde en 1652 y se reconoce al rey Felipe IV de España como soberano, y a Juan José de Austria como virrey en Cataluña, si bien Francia logra conservar el control del Rosellón. Esto da paso a la firma en 1659 del Tratado de los Pirineos (Paz de los Pirineos) entre los reyes de Francia y España, que certifican la cesión del Rosellón a la Corona francesa.
Al final de la guerra de sucesión española, donde los catalanes, junto con los otros reinos de la Corona de Aragón, apoyaron la reivindicación infructuosa del archiduque Carlos de Austria como Carlos III de España, el victorioso Borbón duque de Anjou, ahora Felipe V, ocupó la capital de Cataluña tras un largo asedio, el sitio de Barcelona, el 11 de septiembre de 1714 (fecha de la fiesta nacional reivindicada por los catalanes de hoy) y, más tarde, firmó los Decretos de Nueva Planta, que abolieron la Corona de Aragón y todas las instituciones y leyes catalanas (excepto el derecho civil), y prohíbe el uso administrativo de la lengua catalana.
En los siglos XVIII y XIX, a pesar de la ocupación militar, la imposición de nuevos impuestos elevados y la política económica de la Casa de Borbón, la Cataluña bajo administración española (como provincia) continuó el proceso de proto-industrialización, relativamente ayudado a finales de siglo con el inicio del comercio abierto hasta América, convirtiéndose en un centro de la industrialización de España. En 1834, por decreto del ministro Javier de Burgos, toda España quedó organizada en provincias, incluida Cataluña, que estaba dividida en cuatro provincias sin administración común.

## Delimitación del principado

Cataloniae principatus novissima et accurata descriptio. Mapa publicado en 1608 en Amberes por J. B. Vrients.

La primera fijación de límites entre los dos territorios integrantes de la Corona de Aragón se produce en 1214: al tratar de declararse una tregua general en toda Cataluña se considera que ésta llega hasta el río Cinca, si bien dicha frontera sufrirá varias modificaciones a lo largo de ese mismo siglo.
Un término utilizado, tanto en una disposición de Jaime I de 1244 como en las Cortes de Barcelona de 1283, es el de Cathalonia universa para referirse al conjunto del territorio. El término se institucionalizó en los gobiernos locales de Ibiza, Mallorca y Perpiñán. 
En 1325 se incorpora el condado de Ampurias.
En 1411 se une el Valle de Arán al Principado.
En 1413 se incorpora el condado de Urgel.
En 1491 se incorpora el condado de Pallars Sobirá.